# Express (jornal)
O Express (ou EXPRESS) é um tabloide da Alemanha com sede na cidade de Colônia. É publicado diaramente e tem edições locais para as cidades de Colônia, Dusseldorf e Bona, mas também está disponível em outras cidades da região como Aachen, Mönchengladbach e Duisburgo.A primeira edição foi publicada em 29 de fevereiro de 1964.

No último trimestre de 2015 sua circulação foi de 132836 impressões. Recebeu vários prêmios, como o European Newspaper Award em 2014 e 2015. Tem uma equipe de aproximadamente 70 editores, incluindo o editor-chefe Carsten Fiedler.

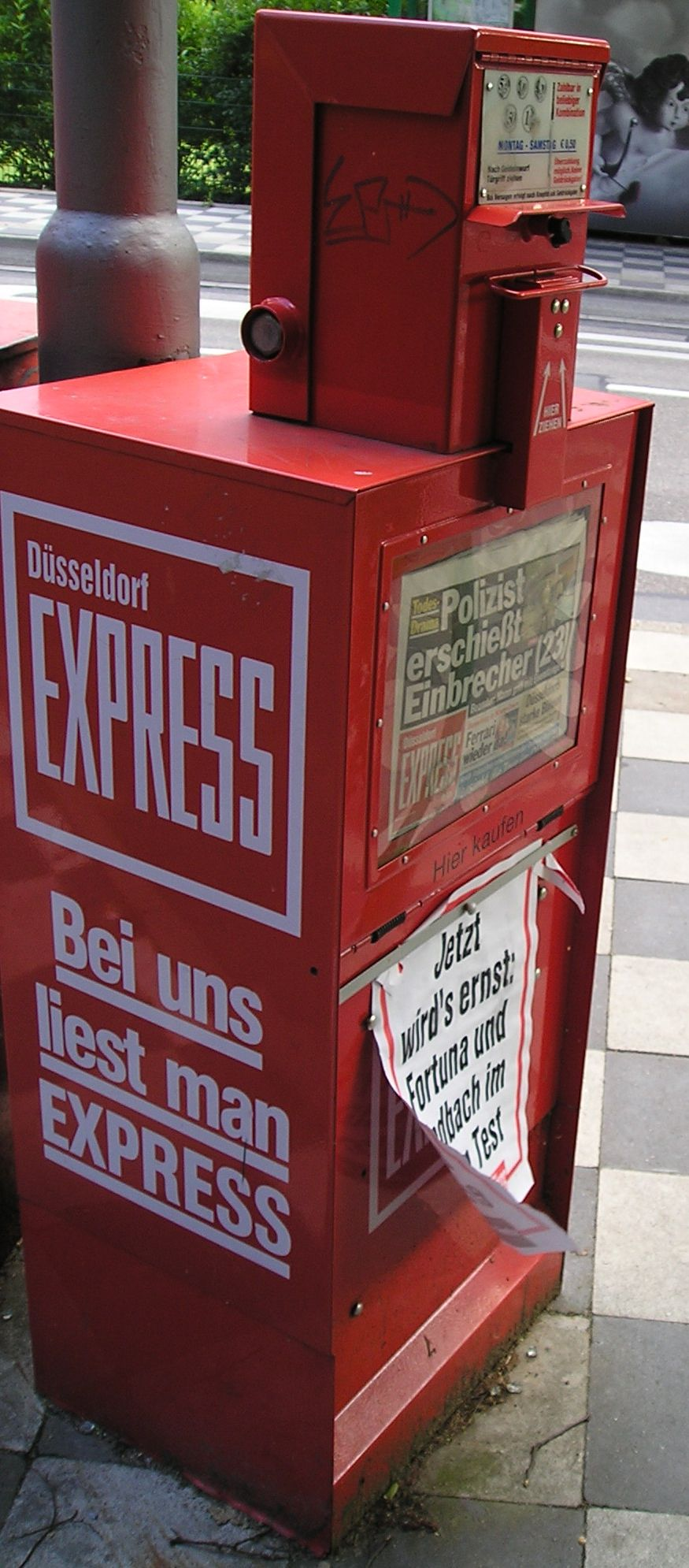
Máquina de venda do jornal Express em Dusseldorf.